# C22orf23
C22orf23 (англ. Chromosome 22 open reading frame 23) – білок, який кодується однойменним геном, розташованим у людей на довгому плечі 22-ї хромосоми. Довжина поліпептидного ланцюга білка становить 217 амінокислот, а молекулярна маса — 24 956.
| 10         |  | 20         |  | 30         |  | 40         |  | 50         |
| ---------- |  | ---------- |  | ---------- |  | ---------- |  | ---------- |
| MASQKQMEVV |  | TKGTGFRRRP |  | KTITYTPGTC |  | ELLRVMMKES |  | KLTNIQQRHI |
| MDIMKRGDAL |  | PLQCSPTSSQ |  | RVLPSKQIAS |  | PIYLPPILAA |  | RPHLRPANMC |
| QANGAYSREQ |  | FKPQATRDLE |  | KEKQRLQNIF |  | ATGKDMEERK |  | RKAPPARQKA |
| PAPELDRFEE |  | LVKEIQERKE |  | FLADMEALGQ |  | GKQYRGIILA |  | EISQKLREME |
| DIDHRRSEEL |  | RKGLATT    |  |            |  |            |  |            |

A: Аланін

C: Цистеїн

D: Аспарагінова кислота

E: Глутамінова кислота

F: Фенілаланін

G: Гліцин

H: Гістидин

I: Ізолейцин

K: Лізин

L: Лейцин

M: Метіонін

N: Аспарагін

P: Пролін

Q: Глутамін

R: Аргінін

S: Серин

T: Треонін

V: Валін